# Murray (Iowa)
Murray é uma cidade localizada no estado americano de Iowa, no Condado de Clarke.

## Demografia
Segundo o censo americano de 2000, a sua população era de 766 habitantes.
Em 2006, foi estimada uma população de 797, um aumento de 31 (4.0%).

## Geografia
De acordo com o United States Census Bureau tem uma área de
2,0 km², dos quais 2,0 km² cobertos por terra e 0,0 km² cobertos por água. Murray localiza-se a aproximadamente 371 m acima do nível do mar.

## Localidades na vizinhança
O diagrama seguinte representa as localidades num raio de 24 km ao redor de Murray.